# هلنوپولیس (لیدیا)
هلنوپولیس (انگلیسی: Helenopolis) احتمالاً یک شهر و مقر اسقفی در لیدیه، گزارش شده توسط دانشنامه کاتولیک (۱۹۱۰)، اما توسط ویلیام میچل رمزی در جغرافیای تاریخی آسیای صغیر (۱۸۹۰) رد شده‌است. جایی که او ادعا می‌کند که Le Quien این مکان را با خواندن نادرست سوابق یونانی «اختراع» کرده‌است.